# SMS Stuttgart
El SMS Stuttgart, por el nombre de la capital del Reino de Wurtemberg, Stuttgart, fue un crucero ligero (Kleiner Kreuzer) clase Königsberg construido para la Armada Imperial alemana (Kaiserliche Marine). Sus buques gemelos incluyen al SMS Königsberg, SMS Stettin y SMS Nürnberg. Fue construido por el astillero Imperial de Danzig, puesto en quilla en 1905 y botado en septiembre de 1906. El buque fue completado en febrero de 1908, momento en que fue asignado a la marina alemana. El Stuttgart estaba armado con diez cañones de 105 mm (4,1"), ocho cañones de 52,8 mm (2,1 plg), y dos tubos lanzatorpedos sumergidos de 450 mm. Su velocidad máxima era de 25 nudos (46,3 km/h; 28,8 mph).
El Stuttgart se utilizó como buque escuela de artillería desde su puesta en servicio hasta el estallido de la Primera Guerra Mundial en agosto de 1914, cuando fue movilizado en las fuerzas de reconocimiento de la Flota de Alta Mar. Allí, participó en la batalla de Jutlandia, donde se enfrentó al crucero británico HMS Dublin. El Stuttgart no sufrió daños durante la batalla. Se convirtió en buque portahidroaviones en 1918 y, después del final de la guerra, fue entregado al Reino Unido como trofeo de guerra en 1920, siendo posteriormente desguazado.

## Construcción
Los barcos de clase Königsberg fueron diseñados para servir como flotas de exploración en aguas nacionales y en el imperio colonial de Alemania. Esto fue el resultado de restricciones presupuestarias que impidieron a la Kaiserliche Marine construir cruceros más especializados adecuados para ambas funciones. La clase Königsberg fue un desarrollo iterativo de la clase anterior Bremen. Se pretendía que los cuatro miembros de la clase fueran idénticos, pero después de que se comenzó a construir el buque inicial, el personal de diseño incorporó lecciones aprendidas de la guerra ruso-japonesa. Estos incluyeron reordenamientos internos y un alargamiento del casco. El coste de la producción del buque ascendió a 5 488 000 ℳ.

### Dimensiones y tripulación
El Stuttgart tenía 115,3 m (378,3 pies) de eslora total (LOA) y una manga de 13,2 m (43,3 pies) y un calado de 5,29 m (17,4 pies) en proa. Su desplazamiento estándar (Δe) era de 3469 toneladas (3414 toneladas largas; 3824 toneladas cortas) y hasta de 4002 t (3939 LT; 4411 ST) a plena carga (Δm). El barco tenía una superestructura mínima, que consistía en una pequeña torre de mando y una estructura de puente. Su casco tenía un castillo de proa elevado y un alcázar, junto con una pronunciada proa de ariete. Estaba equipado con dos mástiles. El Stuttgart tenía una tripulación de 14 oficiales y 308 entre suboficiales y marinería.

### Propulsión
Su sistema de propulsión constaba de dos máquinas de vapor de triple expansión de 3 cilindros que impulsaban un par de hélices de tornillo. El vapor era proporcionado por once calderas acuotubulares de tipo marino alimentadas con carbón que se ventilaban a través de tres embudos. El sistema de propulsión del barco estaba diseñado para producir 13 200 caballos de vapor (9708,6 kW) para una velocidad máxima de 23 nudos (42,6 km/h; 26,5 mph), aunque superó estas cifras en servicio. El almacenamiento normal de carbón ascendió a 400 t (394 LT; 441 ST). A un ritmo más económico de 12 nudos (22,2 km/h; 13,8 mph), el barco tenía una autonomía de aproximadamente 5750 millas náuticas (10 649 km; 6617 mi).

### Armamento
El barco estaba armado con una batería principal de diez cañones SK L/40 de 105 mm en soportes de pedestal único. Dos fueron colocados uno al lado del otro avante del castillo de proa; seis estaban ubicados en el costado, tres a cada lado; y dos estaban uno al lado del otro en popa. Los cañones tenían una elevación máxima de 30 grados, lo que les permitía atacar objetivos a una distancia de 12 700 m (6,857 nmi). Se les suministró 1 500 cartuchos de munición, a razón de 150 proyectiles por arma. El barco también estaba equipado con ocho cañones SK L/55 de 52,8 mm con 4 000 cartuchos de munición. También estaba equipado con un par de tubos lanzatorpedos de 450 mm (17,7 plg) con cinco torpedos sumergidos en el casco en el costado.

### Blindaje
El barco estaba protegido por una cubierta blindada curva de 80 mm (3,1 plg) de espesor en el centro del barco. La cubierta estaba inclinada hacia abajo a los lados, con un espesor de 45 mm (1,8 plg), para brindar protección contra el fuego enemigo. Los lados de la torre de mando tenían 100 mm (3,9 plg) de espesor. Los cañones de su batería principal estaban equipados con escudos balísticos de 50 mm (2 plg) de espesor.

## Historial de servicio

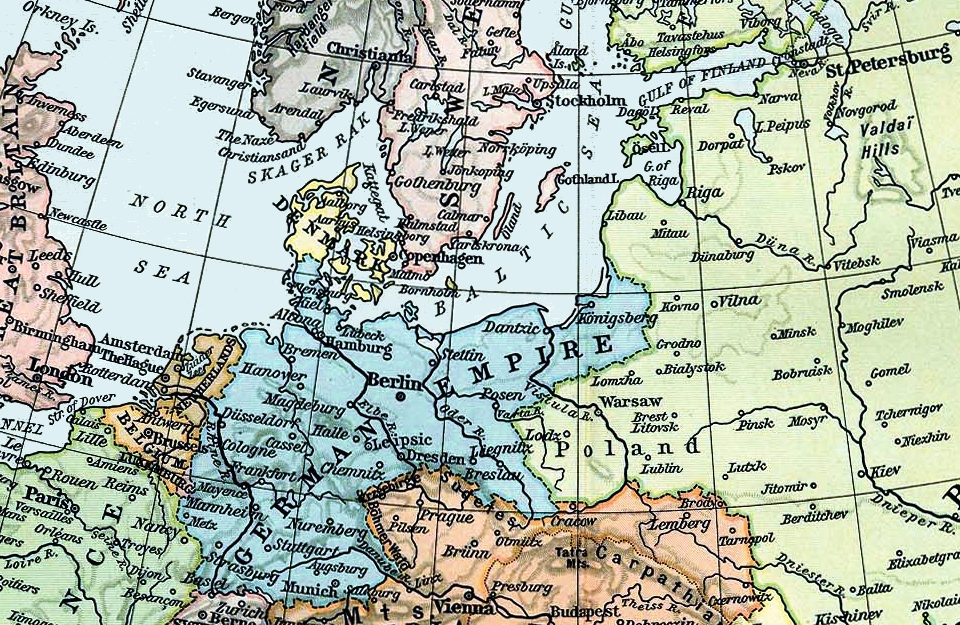
Mapa de los mares Báltico y del Norte (1911), teatros de operaciones del SMS Stuttgart

El Stuttgart recibió el nombre de contrato "O", el último crucero autorizado por la Ley Naval de 1900. Fue depositado en el Kaiserliche Werft (Astillero Imperial) en Danzig el 1 de noviembre de 1905. Fue botado el 22 de septiembre de 1906, cuando fue bautizado por Heinrich von Gauß, el Oberbürgermeister (alcalde) de la ciudad homónima del barco. A continuación comenzaron los trabajos de acondicionamiento. Entró en servicio el 1 de febrero de 1908 para iniciar las pruebas en el mar, que duraron hasta el 9 de abril. La escasez de oficiales y tripulantes provocó la puesta en reserva del barco poco después. Sin embargo, no permaneció mucho tiempo en esta situación; el almirante Alfred von Tirpitz, secretario de Estado de la Reichsmarineamt (RMA—Oficina Naval Imperial) quería utilizar barcos modernos con fines de entrenamiento y solicitó que el Stuttgart volviera a ponerse en servicio para servir como buque escuela de artillería. Fue debidamente puesto nuevamente en servicio el 16 de febrero de 1909 para reemplazar al crucero más antiguo Nymphe en esa función.
Después de ingresar al servicio en la escuela de artillería, el Stuttgart se instaló en Sonderburg. Sus actividades de formación se llevaron a cabo generalmente en el Mar Báltico. Durante las maniobras anuales de la flota en agosto y septiembre de 1909, fue asignada temporalmente al III Grupo de Exploración, la pantalla de cruceros de la Flota de Reserva. Posteriormente reanudó sus tareas de formación. Del 1 de abril al 1 de junio de 1910, navegó por el Mar del Norte en compañía del crucero blindado Prinz Adalbert y visitó las Islas Feroe. Durante el viaje, los barcos realizaron prácticas de tiro. Estuvo presente en una revisión naval celebrada en la bahía de Danzig el 28 de agosto para el kaiser Guillermo II, y nuevamente participó en los ejercicios de la flota de otoño que siguieron inmediatamente después. El año 1911 vio poca actividad más allá del entrenamiento rutinario de artillería, aparte de las maniobras entre agosto y septiembre, que incluyeron una revista naval celebrada en Kiel para conmemorar la visita del príncipe heredero austrohúngaro, Francisco Fernando, el 5 de septiembre.
En febrero de 1912, un invierno particularmente frío hizo que el Stuttgart se empleara como rompehielos para ayudar a los buques mercantes en el Báltico. El 9 de febrero abrió un camino en el hielo desde Sonderburg hasta la isla de Alsen, ambas en la actual Dinamarca. En julio, se unió a la Unidad de Exploración en un crucero por el Báltico para visitar varios puertos de la región, que duró hasta agosto. Para las maniobras de la flota de otoño, fue asignado al II Grupo de Exploración. El 19 de septiembre tuvo lugar otra revisión naval del káiser en la bahía Alemana. La primera mitad de 1916 transcurrió igualmente sin más novedad para el Stuttgart hasta el 1 de junio, cuando fue enviado con el acorazado pre-dreadnought Wettin y el crucero ligero Augsburg para ayudar al crucero blindado Blücher, que había encallado en el Gran Belt. Los trabajos duraron hasta el 3 de junio. El Stuttgart volvió a participar en las maniobras de la flota de otoño, que duraron del 26 de agosto al 12 de septiembre. Su último periodo de actividad con el resto de la flota activa tuvo lugar en marzo de 1914 durante un crucero por el Mar del Norte.

## Primera Guerra Mundial
Cuando estalló la Primera Guerra Mundial a finales de julio de 1914, el Stuttgart se encontraba en el astillero de Danzig; salió del puerto el 6 de agosto y llegó a Wilhelmshaven al día siguiente. Allí, fue asignado al III Grupo de Exploración, que pronto cambió su denominación a IV Grupo de Exploración. A los cruceros del IV Grupo se les asignaron tareas de patrulla en la bahía de Heligoland. Los cruceros se dividieron con las flotillas de torpederos y se les asignó rotar mediante patrullas nocturnas en el Mar del Norte. En el marco de esta operación, el Stuttgart realizó una patrulla la noche del 15 de agosto con el Cöln y la I y II Flotillas de Torpederos. Los barcos se dirigieron hacia Horns Rev pero regresaron a puerto sin incidentes. Del 25 al 26 de agosto, el Stuttgart dirigió una operación de sembrado de minas en el Mar del Norte, escoltando al crucero minador Albatross junto con varios torpederos. Posteriormente, seis barcos pesqueros británicos resultarían hundidos en este campo minado.
El IV Grupo de Exploración pasó a continuación a operaciones con el resto de la Flota de Alta Mar. En el primero, el Stuttgart y los otros cruceros sirvieron en la barrera de cruceros del cuerpo principal de la Flota de Alta Mar, que brindó apoyo distante a los cruceros de batalla del I Grupo de Exploración durante el bombardeo de Yarmouth del 3 al 4 de noviembre. El Stuttgart se trasladó brevemente al Báltico del 8 al 17 de noviembre, tras lo cual retomó su papel en la barrera de cruceros de la flota para la siguiente operación contra la costa británica. Esto tuvo lugar del 15 al 16 de diciembre, y nuevamente los cruceros de batalla del I Grupo de Exploración del contraalmirante Franz von Hipper bombardearon Scarborough, Hartlepool y Whitby. Tras reportarse la presencia de destructores británicos desde las posiciones alemanas, el almirante von Ingenohl ordenó a la Flota de Alta Mar virar a puerto y dirigirse a sus bases. A las 06:59, el Stuttgart, el crucero blindado Roon y el crucero ligero Hamburg se encontraron con los destructores al mando de su comandante, Loftus William Jones. Jones siguió a los alemanes hasta las 07:40, momento en el que el Stuttgart y el Hamburg se separaron para hundir a sus perseguidores. A las 08:02, sin embargo, el Roon hizo una señal a los dos cruceros ligeros y les ordenó que abandonaran la persecución y se retiraran junto con el resto de la Flota de Alta Mar.
A continuación, el Stuttgart entró en el dique seco del Kaiserliche Werft en Wilhelmshaven para una revisión que duró del 25 de febrero al 12 de marzo de 1915. Posteriormente se reincorporó al IV Grupo de Exploración. Cubrió más operaciones de colocación de minas en el Mar del Norte los días 17 y 18 y 21 y 22 de abril. El 7 de mayo de 1915, el IV Grupo de Exploración, que para entonces estaba formado por el Stuttgart, Stettin, los cruceros ligeros München y Danzig, y veintiún torpederos, fue enviado al Mar Báltico para apoyar una importante operación contra las posiciones rusas en Libau (en la actual Letonia). La operación estuvo al mando del contraalmirante Hopman, comandante de las fuerzas de reconocimiento en el Báltico. Al IV Grupo de Exploración se le asignó la tarea de vigilar el norte para evitar que las fuerzas navales rusas salieran del Golfo de Finlandia sin ser detectadas, mientras varios cruceros blindados y otros buques de guerra bombardeaban el puerto. Los rusos intentaron intervenir con una fuerza de cuatro cruceros: el Almirante Makarov, Bayan, Oleg y Bogatyr. Los barcos rusos se enfrentaron brevemente al München, pero ambos bandos no estaban seguros de la fuerza del enemigo, por lo que ambos se retiraron. Poco después del bombardeo, Libau fue capturada por el avance del ejército alemán, y el Stuttgart y el resto del IV Grupo de Exploración fueron llamados a la Flota de Alta Mar el 9 de mayo.
Después de regresar a la flota, el Stuttgart y el resto del IV Grupo de Exploración cubrieron a los acorazados durante las incursiones del 17 al 18 y del 25 al 26 de mayo, en ambas ocasiones para asegurar las operaciones de colocación de minas llevadas a cabo por el II Grupo de Exploración. Durante este período, el Stuttgart dispuso por primera vez de un hidroavión, pero la aeronave no se utilizó durante las operaciones. Del 29 al 30 de mayo tuvo lugar otra incursión de la flota en el Mar del Norte, que no encontró ningún barco británico. El IV Grupo de Exploración, que ahora estaba formado por el Stuttgart, Stettin y los cruceros ligeros Berlin y Kolberg, llevó a cabo una patrulla en Southern Bight los días 1 y 2 de julio, pero nuevamente no avistó ningún barco británico. La flota zarpó dos veces más a finales de 1915; los días 11 y 12 de septiembre y 23 y 24 de octubre. El día después de la última operación, el Stuttgart fue enviado de regreso al Báltico para reforzar la fuerza de cruceros allí. Los submarinos británicos se habían vuelto cada vez más activos en la zona y los alemanes habían sufrido una serie de pérdidas que necesitaban ser reemplazadas. Sin embargo, el barco no realizó operaciones significativas durante este período y pasó gran parte del tiempo en dique seco para una revisión en Wilhelmshaven que duró del 21 de noviembre al 14 de diciembre. El 30 de enero de 1916, el Stuttgart fue llamado a engrosar el IV Grupo de Exploración. El 4 de marzo, el Stuttgart participó en una operación para cubrir el regreso del asaltante comercial Möwe, que había completado su primera operación. La flota partió al día siguiente para otra redada de buques de guerra británicos que terminó sin resultados el 7 de marzo. El 25 de marzo, la flota volvió a hacerse a la mar en un intento fallido de destruir los portaviones británicos que habían atacado la base aérea alemana de Tondern, en la actual Dinamarca. El Stuttgart y el resto de la Flota de Alta Mar se hicieron a la mar dos veces en abril, la primera los días 21 y 22, y la segunda los días 24 y 25; este último para cubrir los cruceros de batalla durante el bombardeo de Yarmouth y Lowestoft.

#### Batalla de Jutlandia

Mapa mostrando las operacionez de la flota británica (azul) y alemana (rojo) los días 30 y 31 de mayo de 1916

El Stuttgart fue asignado al IV Grupo de Exploración durante la Batalla de Jutlandia del 31 de mayo al 1 de junio de 1916. El IV Grupo de Exploración, bajo el mando del comodoro Ludwig von Reuter, partiendo de Wilhelmshaven a las 03:30 del 31 de mayo, junto con el resto de la flota. Con la tarea de proteger a la flota, el Stuttgart y el torpedero V71 se posicionaron a popa de la flota, tras el II Escuadrón de Batalla. El Stuttgart y el IV Grupo de Exploración no estuvieron fuertemente comprometidos durante las primeras fases de la batalla, pero alrededor de las 21:30, se encontraron con el 3er Escuadrón de Cruceros Ligeros británico (3er LCS). Los barcos de Reuter lideraban a la Flota de Alta Mar hacia el sur, lejos de la Gran Flota desplegada. Debido al largo alcance y la escasa visibilidad, sólo el München y el Stettin fueron capaces de enfrentarse a los cruceros británicos. El Stuttgart era el cuarto barco de la línea, y sus artilleros sólo pudieron distinguir un barco británico en la neblina. Dado que ese barco ya estaba siendo atacado por los otros cruceros alemanes, el Stuttgart mantuvo su fuego. Reuter viró sus barcos a estribor, con el fin de acercar a los británicos a los buques capitales de la flota alemana, pero el 3er LCS se negó a morder el anzuelo y se retiró.
Durante los feroces combates nocturnos que se produjeron cuando la Flota de Alta Mar se abrió paso a través de la retaguardia británica, el IV Grupo de Exploración se encontró con el 2º Escuadrón de Cruceros Ligeros a corta distancia en la oscuridad. A medida que los dos escuadrones se acercaban el uno al otro, los alemanes iluminaron el HMS Southampton y el HMS Dublin y concentraron su fuego en los dos barcos. El Stuttgart y el Elbing dispararon contra el Dublín. Durante este período, el Dublín fue alcanzada por ocho proyectiles, probablemente todos procedentes del Stuttgart, aunque estos impactos no causaron daños graves. Los dos barcos británicos resultaron gravemente dañados e incendiados y se vieron obligados a retirarse, mientras que los alemanes también retrocedieron en un intento de acercar a los británicos a los cruceros de batalla Moltke y Seydlitz. En el tumulto, el crucero Frauenlob fue alcanzado y hundido por un torpedo lanzado por el Southampton; Esto obligó al Stuttgart a salirse de la línea a por estribor. Luego perdió contacto con el resto del IV Grupo de Exploración, por lo que se unió al I Escuadrón de Batalla. Estuvo presente durante un encuentro posterior con fuerzas británicas visibles en la oscuridad alrededor de la medianoche. El Stuttgart continuó oculto en la oscuridad y observó cómo los dreadnoughts del I Escuadrón de Batalla atacaban a varios destructores británicos. Mientras tanto, los británicos lanzaron torpedos contra la línea alemana, lo que la obligó a dar media vuelta. El Stuttgart tuvo que abrirse paso en la oscuridad entre los acorazados Nassau y Posen.
A las 02:30, el Stuttgart estaba a la cabeza de la línea alemana, por delante del Westfalen, el acorazado líder. El Stuttgart condujo al I Escuadrón de Batalla de regreso al puerto y luego ayudó al III Escuadrón de Batalla y al buque insignia de la flota, Friedrich der Grosse. En el transcurso de la batalla, el Stuttgart había disparado 64 proyectiles, el menor de todos los cruceros alemanes en la batalla. Salió indemne de la batalla, a diferencia de muchos otros cruceros alemanes.

#### Siguientes operaciones y conversión
A continuación, el Stuttgart se hizo a la mar con el resto de la flota los días 19 y 20 de agosto, lo que resultó en la acción abortada del 19 de agosto de 1916, en la que las flotas británica y alemana inicialmente intentaron enfrentarse entre sí, pero ambas partes se retiraron; los británicos después de perder un crucero a manos de un submarino y los alemanes después de no poder localizar a la Fuerza Harwich separada. Siguió otra salida del 18 al 20 de octubre, que nuevamente no logró localizar ningún buque británico. La operación fue cancelada después de que el München fuera torpedeado por un submarino británico. El 1 de diciembre, se reorganizaron las unidades de la Flota de Alta Mar y muchos de los barcos más antiguos, que no estaban suficientemente protegidos contra daños por torpedos o minas, fueron retirados para que sus tripulaciones pudieran utilizarse en otros lugares. El Stuttgart fue dado de baja como parte de esta reestructuración el 15 de diciembre y su tripulación se utilizó para tripular el nuevo crucero Emden.
En ese momento, se había vuelto cada vez más claro que la Flota de Alta Mar necesitaba portaaviones que pudieran acompañarla para proporcionar un reconocimiento aéreo rápido. Al principio, los alemanes centraron sus esfuerzos en los zepelines, debido al estado de la tecnología antes del inicio de la guerra. A finales de 1914, habían convertido varios barcos de vapor en portahidroaviones, pero eran demasiado lentos para operar con la flota. Los comandantes de la Flota de Alta Mar exigieron cada vez más buques portaaviones durante el transcurso de la guerra, y el mando naval discutió la conversión de varios de los cruceros más antiguos que habían sido desmantelados, incluido el Stuttgart, pero la RMA se negó a aceptar las conversiones. Finalmente, el 20 de enero de 1918, el mando naval pudo finalmente convencer a la RMA de que el Stuttgart y Stettin deberían convertirse en portahidroaviones rápidos. La orden de convertir los buques se emitió el 24 de enero, pero la cuestión de la naturaleza de la conversión aún no se había resuelto: ¿deberían ser hidroaviones auxiliares con armamento ligero o deberían conservar parte de su armamento original? Se eligió esta última opción para la conversión.
Los trabajos de conversión comenzaron en febrero de 1918, y el mando naval creó el puesto de "Comandante de los Aviadores de la Flota", que fue entregado al capitán del Stuttgart, a partir del 1 de febrero. Los trabajos se realizaron en el Kaiserliche Werft de Wilhelmshaven y finalizaron en mayo. Como auxiliar de hidroavión, se retiraron sus cañones delanteros y traseros de 10,5 cm y los dos cañones laterales traseros, dejando solo cuatro cañones laterales restantes. En proa se instalaron dos cañones antiaéreos SK L/45 de 8,8 cm; conservó sus tubos de torpedos sumergidos. Se instalaron dos grandes hangares detrás de los embudos, con espacio para dos hidroaviones; un tercer hidroavión fue llevado encima de los hangares. El Stuttgart volvió a ponerse en servicio el 16 de mayo y embarcó su primer avión once días después. El barco llevó a cabo un entrenamiento inicial en el Báltico y, a finales de julio, comenzó a operar en la ensenada alemana para cubrir a los dragaminas que despejaban caminos en los campos minados allí.
Dado que el Stuttgart sólo podía transportar tres aviones, número que se consideró insuficiente para soportar toda la Flota de Alta Mar, se elaboraron planes para convertir también al Roon en un portaaviones, pero el Kaiserliche Werft en Wilhelmshaven informó al mando naval que el trabajo no podía realizarse. comenzó hasta principios de 1919. A lo largo de las discusiones sobre la conversión del Roon, elementos del comando naval argumentaron que un verdadero portaaviones para aviones con ruedas sería una opción superior, lo que llevó a la decisión de convertir el inacabado transatlántico de pasajeros Ausonia en un buque de este tipo, aunque al igual que con el Roon, el proyecto no se completó. El Stuttgart sobrevivió a la guerra y fue dado de baja en Kiel el 17 de diciembre de 1918. Fue especificado entre la lista de buques que se entregarían a las potencias aliadas como trofeo de guerra según los términos del Tratado de Versalles. Fue eliminado del registro naval el 5 de noviembre de 1919. El 14 de julio de 1920, el Stuttgart abandonó Alemania por última vez en compañía de los cruceros Pillau, Straßburg y Königsberg junto con cuatro torpederos, con destino a Cherburgo (Francia), donde fue entregado a los aliados el 20 de julio. Fue entregado al Reino Unido el 20 de julio de 1920, como premio de guerra "S". Apenas 3 meses de su recepción, el 22 de octubre, fue vendido como chatarra a Channel Shipbreaking Company de Teignmouth, y posteriormente fue desmantelado en sus instalaciones en Dartmouth en 1922.